# Dumbing down
Unter Dumbing down (englisch dumbing down ‚verdummend, verblödend‘) versteht man die absichtliche extrem starke Vereinfachung intellektueller Inhalte in den Bereichen Bildung, Literatur, Kino, Nachrichten, Videospiele und Kultur. Der Begriff „Dumbing Down“ stammt aus dem Jahr 1933 und war ein Slang aus der Filmbranche, der von Drehbuchautoren verwendet wurde mit der Bedeutung: „Überarbeitung, um Menschen mit geringer Bildung oder Intelligenz anzusprechen“. Dumbing down variiert je nach Fachgebiet und beinhaltet in der Regel die Einschränkung des kritischen Denkens durch die Untergrabung der Standardsprache und der Bildungsstandards, wodurch akademische Standards, Kultur und bedeutungsvolle Informationen trivialisiert werden, wie im Fall der Popkultur.
In Die feinen Unterschiede schlägt der Soziologe Pierre Bourdieu 1979 vor, dass in einer Gesellschaft, in der die kulturellen Praktiken der herrschenden Klasse als legitime Kultur dargestellt und etabliert werden, diese Unterscheidung das kulturelle Kapital der untergeordneten Mittel- und Arbeiterklassen entwertet und somit ihre soziale Mobilität innerhalb ihrer eigenen Gesellschaft einschränkt.

## Bildung
Im späten 20. Jahrhundert stieg der Anteil der jungen Menschen, die in Großbritannien eine Universität besuchten, stark an, darunter auch viele, denen man früher nicht die entsprechende schulische Eignung zugetraut hätte. Im Jahr 2003 kritisierte die britische Ministerin für Universitäten, Margaret Hodge, die „Micky-Maus-Abschlüsse“ (Hochschulstudiengänge, die als wertlos oder irrelevant angesehen werden) als negative Folge der Verschlankung der Studiengänge durch die Universitäten, um „den Bedürfnissen des Marktes“ gerecht zu werden: Diese Abschlüsse würden für ein Studium in einem Bereich verliehen, “where the content is perhaps not as rigorous as one would expect and where the degree itself may not have huge relevance in the labour market” (deutsch: „in dem der Inhalt vielleicht nicht so [intellektuell] anspruchsvoll ist, wie man es erwarten würde, und in dem der Abschluss selbst vielleicht keine große Relevanz auf dem Arbeitsmarkt hat“). Ein Universitätsabschluss von geringer intellektueller Substanz, den der/die Studierende durch “simply stacking up numbers on Mickey Mouse courses is not acceptable” (deutsch: „einfaches Aneinanderreihen von Zahlen in Micky-Maus-Kursen erworben hat, ist nicht akzeptabel“).
In Dumbing Us Down: The Hidden Curriculum of Compulsory Schooling (deutsch: „Wir werden verdummt: Dar heimliche Lehrplan der Schulpflicht“) präsentierte John Taylor Gatto 1991 Reden und Essays, darunter „The Psychopathic School“ (deutsch: „Die psychopathische Schule“), seine Dankesrede für die Auszeichnung als Lehrer des Jahres von New York City 1990, und „The Seven-Lesson Schoolteacher“ (deutsch: „Die Sieben-Lektionen-Lehrkraft“), seine Dankesrede anlässlich seiner Ernennung zum Lehrer des Jahres von New York City 1991. Gatto schreibt, dass er zwar eingestellt wurde, um Englisch und Literatur zu unterrichten, er aber zu der Überzeugung gelangte, dass er als Teil eines Social-Engineering-Projekts eingestellt wurde. Die „sieben Lektionen“, die der Schule zugrunde liegen, wurden nie explizit genannt, schreibt Gatto, aber sie beinhalteten, dass den Schülern beigebracht wird, dass ihr Selbstwert von der Bewertung durch Außenstehende abhängt, dass sie ständig bewertet und beaufsichtigt werden und dass sie keine Möglichkeit haben, sich zurückzuziehen oder allein zu sein. Gatto spekuliert:

„Was it possible, I had been hired, not to enlarge children's power, but to diminish it? That seemed crazy, on the face of it, but slowly, I began to realize that the bells and confinement, the crazy sequences, the age-segregation, the lack of privacy, the constant surveillance, and all the rest of the national curriculum of schooling were designed exactly as if someone had set out to prevent children from learning how to think, and act, to coax them into addiction and dependent behavior.“

„War es möglich, dass ich eingestellt worden war, nicht um die Macht der Kinder zu vergrößern, sondern um sie zu verkleinern? Auf den ersten Blick schien das verrückt zu sein, aber allmählich wurde mir klar, dass die Glocken und die Enge, die verrückten Abfolgen, die Alterstrennung, der Mangel an Privatsphäre, die ständige Überwachung und der ganze Rest des nationalen Lehrplans für die Schule genau so gestaltet waren, als ob jemand darauf aus wäre, Kinder daran zu hindern, denken und handeln zu lernen, um sie in eine Abhängigkeit zu treiben.“

Bei der Untersuchung der sieben Lektionen des Unterrichtens kam Gatto zu dem Schluss, dass „all diese Lektionen ein erstklassiges Training für permanente Unterschichten sind, Menschen, denen für immer verwehrt ist, das Zentrum ihres eigenen besonderen Genies zu finden“, und dass „die Schule eine zwölfjährige Gefängnisstrafe ist, in der schlechte Gewohnheiten der einzige Lehrplan sind, der wirklich gelernt wird. Ich unterrichte Schule und gewinne dabei Preise. Ich muss es wissen.“

## Massenkommunikationsmittel
In Frankreich hat Michel Houellebecq (ohne sich selbst auszunehmen) über „die schockierende Verdummung der französischen Kultur und des Intellekts“ geschrieben, „auf die das Time Magazine kürzlich [2008] streng aber fair hingewiesen hat“.

## In der Popkultur
Der Science-Fiction-Film Idiocracy (2006) stellt die USA als eine stark verdummte Gesellschaft 500 Jahre in der Zukunft dar, in der niedrige Kultur und Spießbürgertum ungewollt durch die Aushöhlung von Sprache und Bildung in Verbindung mit Dysgenik erreicht wurden, bei der sich Menschen mit geringerer Intelligenz schneller fortpflanzen als Menschen mit höherer Intelligenz. Ähnliche Konzepte tauchten bereits in früheren Werken auf, vor allem in der Science-Fiction-Kurzgeschichte The Marching Morons (1951) von Cyril M. Kornbluth, in der es ebenfalls um einen modernen Protagonisten in einer Zukunft geht, die von Menschen mit geringer Intelligenz beherrscht wird. Der Roman „Schöne neue Welt“ (1931) von Aldous Huxley beschreibt, wie eine utopische Gesellschaft absichtlich verdummt wird, um die politische Stabilität und die Gesellschaftsordnung aufrechtzuerhalten, indem komplexe Konzepte, die für das Funktionieren der Gesellschaft nicht notwendig sind, eliminiert werden. Auch in Matrix, 1984 und weiteren dystopischen Filmen und Romanen wird das vorsätzliche Einsetzen von Verdummung zur Aufrechterhaltung der sozialen Ordnung dargestellt.
Der Sozialkritiker Paul Fussell griff diese Themen unter dem Begriff englisch prole drift ‚Proletenwanderung‘ in seinem Sachbuch Class: A Guide Through the American Status System (1983) auf und widmete sich ihnen speziell in BAD: or, The Dumbing of America (1991).
Die Musikgruppen The Divine Comedy, Ugly Duckling und Lupe Fiasco haben jeweils einen Song mit dem Titel „Dumb It Down“. Chumbawamba veröffentlichte einen Song mit dem Titel „Dumbing Down“.